# أورستد
أورستد  في المغناطيسية (بالإنجليزية: Oersted واختصارها Oe) هي وحدة قياس مجال مغناطيسي أو شدة المجال المغناطيسي ، طبقا  نظام وحدات سنتيمتر غرام ثانية.

## الفرق بين «نظام وحدات سنتيمتر غرام ثانية» و «نظام الوحدات الدولي»
في الفيزياء و الهندسة الكهربائية يستخم نظامين للوحدات: أحدهما نظام الوحدات الدولي، والآخر نظام وحدات سنتيمتر غرام ثانية.
ووحدة شدة المجال المغناطيسي (حقل H) هي الأورستد ووحدة المغنطة (حقل B) هي الجاوس . أما في نظام الوحدات الدولي فنستخدم أمبير/متر كوحدة لشدة المجال المغناطيسي ، ونستخدم وحد تسلا لشدة المغنطة.

## تاريخها
اعتمدت الوحدة أورستد من الهيئة الدولية لتقنية الكهرباء International Electrotechnical Commission في عام 1930 .
 
وقد سميت باسم العالم الفيزيائي الدانمركي هانس أورستد تكريما لإنجازاته في مجال فيزياء المغناطيسية.

## الوحدة
تُعطي وحدة الأورستد بنظام الوحدات الدولي كالآتي:
{\displaystyle 1\ \mathrm {Oe} ={\frac {1000}{4\pi }}\ \mathrm {A/m} \approx 79{,}577\ \mathrm {A/m} \,}.
وعند ضربها في نفاذية الفراغ نحصل عل كثافة خطوط المغناطيسية B مقدارها 100 مكرو تسلا  طبقا لنظام الوحدات الدولي وبالتالي 1 جاوس طبقا لنظام CGS (سنتيمتر جرام ثانية).
{\displaystyle \mu _{0}\cdot 1\ \mathrm {Oe} =4\pi \cdot 10^{-7}{\frac {\mathrm {Vs} }{\mathrm {Am} }}\cdot {\frac {1000}{4\pi }}\ {\frac {\mathrm {A} }{\mathrm {m} }}=10^{-4}\ \mathrm {T} =1\ \mathrm {Gs} \,}.

## العلاقة بين H , M; B
تعرف المغناطيسية المجال المغناطيسي المساعد  H بالمعادلة :
{\displaystyle \mathbf {B} =\mu _{0}\mathbf {(H+M)} } (نظام الوحدات الدولي)
{\displaystyle \mathbf {B} =\mathbf {(H+4\pi M)} } (نظام وحدات سنتيمتر غرام ثانية)
وهذا يناسب حسابات كثيرة .  ونفاذية الفراغ 
μ0 
هي طبقا للتعريف  4π×10−7 فولت·ثانية/(أمبير·متر).

## اقرأ أيضا
- جيلبرت (وحدة)
- استبقائية
- مغناطيسية أرضية
- مغناطيسية حديدية
- مغناطيسية مسايرة
- مغناطيسية معاكسة
- فريمغناطيسية
- قانون كوري
- مغناطيسية حديدية مضادة
- مقاومة مغناطيسية
- ماكسويل (وحدة)

## وصلات خارجية
- ظاهرة المغناطيسية معززة بصور توضيحية